# Bataille d'Attu
Seconde Guerre mondiale
Batailles
Batailles et opérations de la guerre du Pacifique

Japon :
- Raid de Doolittle
- Bombardements stratégiques sur le Japon (Tokyo
- Yokosuka
- Kure
- Hiroshima et Nagasaki)
- Raids aériens japonais des îles Mariannes
- Campagne des archipels Ogasawara et Ryūkyū
- Opération Famine
- Bombardements navals alliés sur le Japon
- Baie de Sagami
- Invasion de Sakhaline
- Invasion des îles Kouriles
- Opération Downfall
- Reddition du Japon

Pacifique central :
- Pearl Harbor
- Guam (1941)
- Wake
- Raid sur les îles Gilbert et Marshall
- Opération K
- Midway
- Opération RY
- Campagne des îles Gilbert et Marshall
- Campagne des îles Mariannes et Palaos
- Campagne des archipels Ogasawara et Ryūkyū
- Opération Inmate

Pacifique du sud-ouest :
- Nauru
- Invasion des Philippines (1941-42)
- Invasion des Indes orientales néerlandaises
- Opérations de l'Axe dans les eaux australiennes
- Raids aériens japonais sur l'Australie (1942-43)
- Opération Ke
- Campagne des îles Salomon
- Campagne de Nouvelle-Guinée
- Campagne des Philippines
- Campagne de Bornéo (1945)

Asie du sud-est :
- Invasion de l'Indochine (1940)
- Océan Indien (1940-45)
- Guerre franco-thaïlandaise
- Invasion de la Thaïlande
- Campagne de Malaisie
- Hong Kong
- Singapour
- Campagne de Birmanie
- Opération Kita
- Indochine (1945)
- Détroit de Malacca
- Opération Jurist
- Opération Tiderace
- Opération Zipper
- Bombardements stratégiques (1944-45)

Guerre sino-japonaise
Front d'Europe de l’Ouest
Front d'Europe de l’Est
Bataille de l'Atlantique
Campagnes d'Afrique, du Moyen-Orient et de Méditerranée
Théâtre américain
La bataille d'Attu se déroula du 11 au 30 mai 1943 sur l'île d'Attu à l'extrémité occidentale de l'arc des îles Aléoutiennes lors de la campagne des îles Aléoutiennes entre les troupes américaines et les troupes japonaises durant la Seconde Guerre mondiale. C'est la seule bataille terrestre sur le territoire même des États-Unis. Elle se conclut par de furieux combats au corps à corps lors d'une attaque suicide des derniers défenseurs.

## Contexte

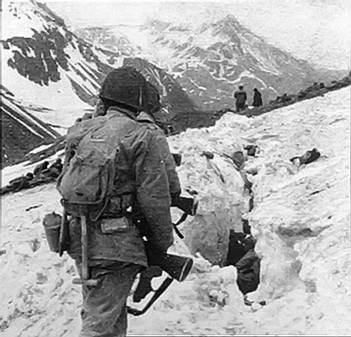
Soldats américains durant la bataille d'Attu.

Cette zone est l'une des plus inhospitalières de la planète. La mer de Béring qui borde les îles Aléoutiennes est connue pour la fréquence et la violence de ses tempêtes, spécialement en hiver. Ce fait, conjugué aux températures du Grand Nord, y rend problématique l'installation et le ravitaillement de bases militaires. Mais la position des îles Attu et Kiska était stratégique pour le contrôle du Pacifique nord.
Du 3 au 5 juin 1942, six mois après l'entrée en guerre des États-Unis, les Japonais commencèrent par bombarder Unalaska, sans beaucoup de succès à cause des conditions climatiques. Le 5 juin, les deux porte-avions légers Jun'yō et Ryūjō furent rappelés pour participer à la bataille de Midway. Le 6 juin, les troupes japonaises prirent possession de l'île voisine de Kiska. le 301e bataillon d'infanterie de l'armée japonaise du Nord débarque sans opposition sur Attu le jour suivant. Pour les Américains, le risque est de voir l'établissement d'une base stratégique qui pourrait lancer des attaques aériennes sur la côte ouest des États-Unis.

## Bataille

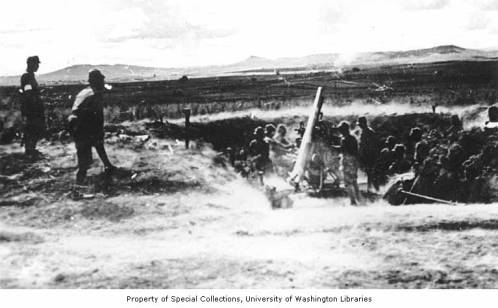
L'artillerie japonaise à l'entrainement sur l'île d'Attu courant 1943.

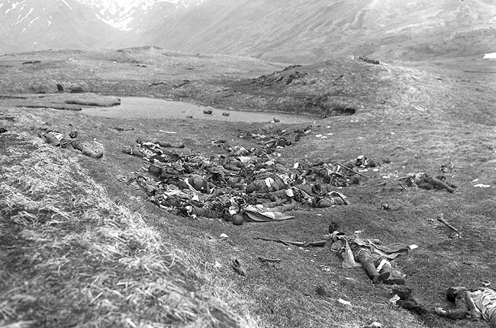
Corps de soldats japonais après une « attaque banzaï » ratée pendant la bataille d'Attu le 29 mai 1943.

L'armée américaine débarqua sur l'île le 11 mai 1943 pour  déloger les Japonais. Les troupes étaient menées par Albert E. Brown puis par Eugene M. Landrum. Les troupes japonaises, sous le commandement de Yasuyo Yamasaki, avaient installé un système défensif plus efficace que ce à quoi les Américains s'attendaient. Les conditions climatiques de l'Arctique causèrent aussi de nombreuses gelures et d'autres problèmes de santé parmi les troupes américaines qui n'étaient pas acclimatées à de telles conditions météorologiques.
Avec difficulté, les Américains réussirent à repousser les troupes de Yamasaki dans une poche près de la côte. Yamasaki et ses troupes restantes lancèrent alors une contre-attaque désespérée mais qui surprit les Américains, avec une charge frontale qui perça la ligne de défense américaine, des combats au corps à corps s'engagèrent alors avec des soldats américains des lignes arrières, sous le choc, avant que les Américains ne reprennent le dessus et que le gros des troupes japonaises soit tué. La plupart des survivants japonais de cette charge préférèrent alors se suicider, marquant la fin de la bataille. Seuls 29 des 1 200 défenseurs japonais présents sur l'île survécurent et furent faits prisonniers.
Attu fut le seul combat terrestre de la campagne. Les Japonais réussirent à évacuer leur garnison de l'île proche de Kiska le 28 juillet 1943 mettant fin à la présence japonaise dans les îles Aléoutiennes.
Les combats sur l'île sont racontés par le médecin nippon Paul Nobuo Tatsuguchi dans son journal intime.
Un porte-avions d'escorte de l'US Navy de la classe Casablanca lancé en juin 1944 porte le nom d'USS Attu en l'honneur de cette bataille.

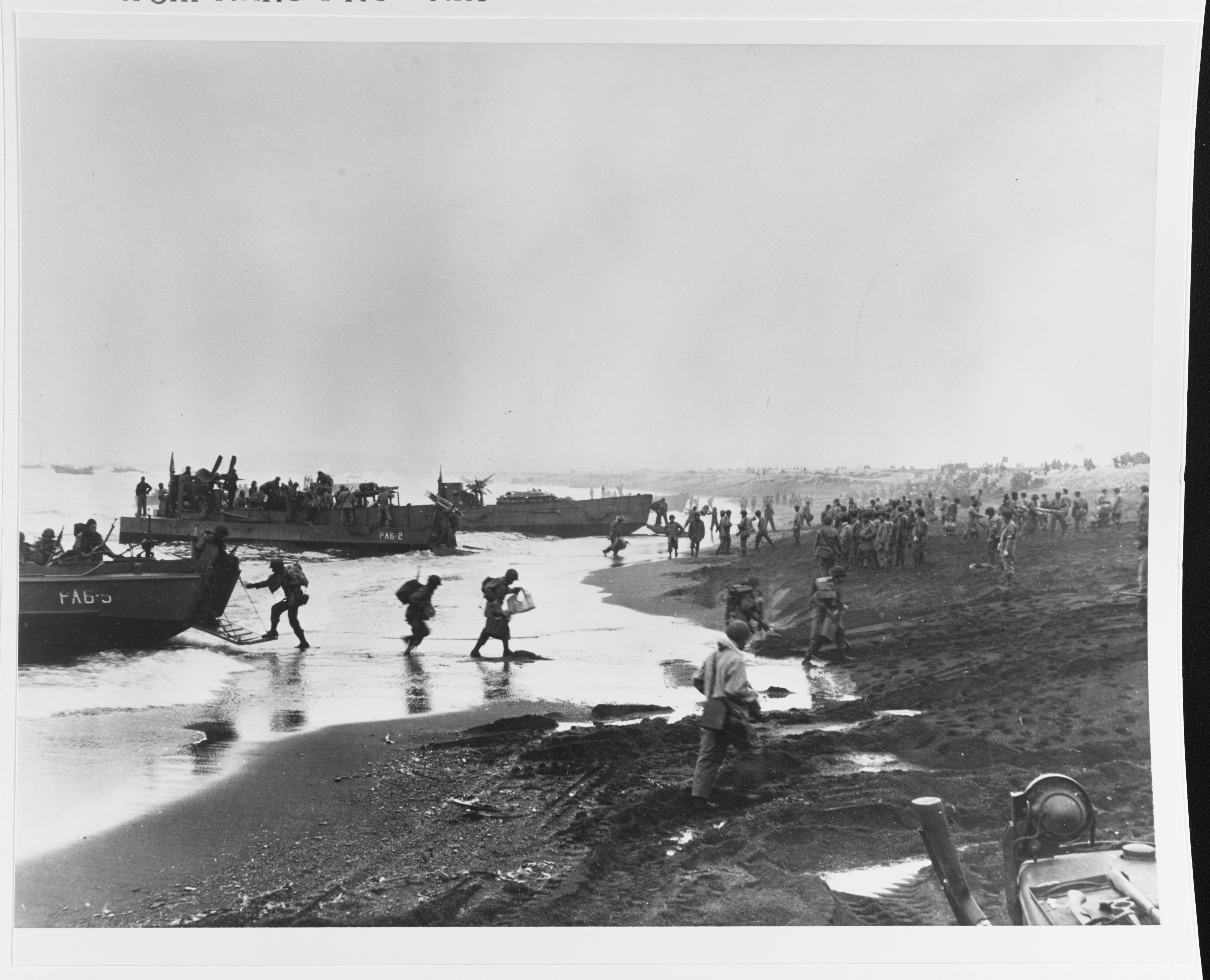
Soldats américains débarquant de LCVP

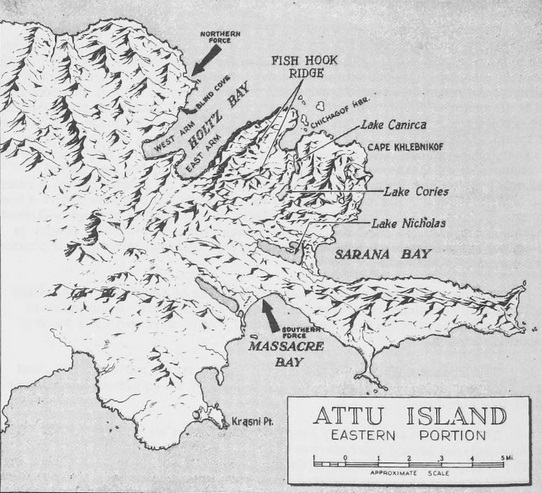
Carte américaine des opérations (1943).